# 新祖谷溫泉
33°52′46.5″N 133°49′36.1″E / 33.879583°N 133.826694°E
新祖谷溫泉是位於日本德島縣三好市西祖谷山村地區的溫泉區，屬於觀光景點的祖谷溪範圍內，鄰近蔓橋。其特色為溫泉旅館利用纜索鐵路作為從旅館前往溫泉池的交通方式。
1988年當地居民為針對人口外流問題，因而挖掘出溫泉水源作為當地發展產業。